# Festa de San Gennaro
A Festa de San Gennaro, uma das principais festas do gênero da cidade de São Paulo, consiste, basicamente, de três atividades principais: as missas solenes, a procissão de San Gennaro e as festas externas realizadas nas ruas Lins e San Gennaro no bairro italiano da Mooca, sempre em setembro, onde são localizadas dezenas de barracas que vendem lembranças da Festa, comidas e bebidas diversas e de um restaurante onde são realizados shows musicais.
A primeira cidade do interior a reprisar essa festa, foi Franca a partir de setembro de 1984. A Apae dessa cidade a exemplo do modelo paulista criou com as mães dos usuários capitaneadas pela merendeira da entidade Maria da Graça, aprenderam a fazer com perfeição as iguarias da gastronomia italiana com a perfeição que o amor a uma causa proporciona. Um grande sucesso principalmente por causa da "fogazza" que se tornou uma tradição e espalhou-se pelo interior paulista como principal atração das festas. 
Também na cidade de Batatais, interior de São Paulo, é uma festa tradicionalíssima, nos mesmos moldes da festa da Mooca.